# 科埃里普尔
科埃里普尔（Koeripur），是印度北方邦Sultanpur县的一个城镇。总人口7268（2001年）。

## 人口
该地2001年总人口7268人，其中男性3719人，女性3549人；0—6岁人口1350人，其中男719人，女631人；识字率55.92%，其中男性为64.80%，女性为46.60%。